# Melitaea magnacasta
Melitaea magnacasta är en fjärilsart som beskrevs av Ruggero Verity 1929. Melitaea magnacasta ingår i släktet Melitaea och familjen praktfjärilar. Inga underarter finns listade i Catalogue of Life.